# Upplands runinskrifter 1137
Upplands runinskrifter 1137 är ett försvunnet vikingatida runstensfragment av röd sandsten i Skärplinge, Sälvassen, Österlövsta socken och Tierps kommun. Runstenen är rektangulär med måtten 0,6 gånger 0,7 meter. Runhöjden är omkring 9 centimeter. Otto von Friesen undersökte fragmentet runt år 1900. Snart därefter murades stenen in i spisen i ett brygghus och är oåtkomlig. Den har på grund av värmen spruckit mitt itu och med största sannolikhet har också ristningen fördärvats av värmen.
Möjligen utgör runstensfragmentet U ATA423-4018-1999 ytterligare en del av denna sten.

## Inskriften
Translitterering av runraden:
[... ...-ʀ iþia-m faþur san ÷ asio...]
Normalisering till runsvenska:
... [æft]iʀ iþia-m faður sinn ...
Översättning till nusvenska:
... efter ... sin fader ...